# 148-ма зенітна ракетна бригада (СРСР)
148-ма зенітна ракетна бригада (148 ЗРБр, в/ч 44397) — формування протиповітряної оборони Збройних сил СРСР, що існувало до 1992 року.
Бригада перейшла під юрисдикцію України як 148-ма зенітна ракетна бригада Збройних сил України.

## Історія
10 вересня 1942 року в Москві було сформовано 374-й зенітно-артилерійський полк. Днем створення військової частини вважається 8 листопада 1942 р., у цей день командир полку видав свій перший наказ. Починаючи з 20 листопада 1942 р., полк входив до складу Астраханського дивізіонного району протиповітряної оборони. Після перемоги радянської армії в Сталінградській битві 28 березня 1943 р., полк було передислоковано на харківський напрямок для захисту м. Валуйки.
Бойове хрещення бійці полку прийняли 8 травня 1943 р. У серпні 1943 р. підрозділи полку зайняли бойові позиції на підходах до Харкова. Разом з військами 7-ї гвардійської армії солдати-зенітники штурмували місто. З 23 серпня по листопад 1943 р. полк захищав повітряний простір Харкова. 8 листопада 1943 р. частина отримала Бойовий Червоний Прапор. У листопаді 1944 р. полк передислокували на територію Румунії, де у складі 13-го корпусу Протиповітряної оборони він виконував завдання з протиповітряного захисту мостів через ріки Прут і Серет у районі м. Галац. Перемогу військовики частини зустріли в м. Будапешті, де захищали мости через р. Дунай, забезпечуючи переправу радянських військ. За роки війни особовий склад полку знищив 27 ворожих літаків та більше батальйону піхоти ворога.
З листопада 1945 року полк захищав повітряний простір над м. Харків.
У 1992 році бригада перейшла під юрисдикцію України як 148-ма зенітна ракетна бригада Збройних сил України.

## Командування
- Перший командир — генерал-майор Вантуринов Микола Михайлович.
- (1954—1959) полковник Куничкин Анісим Васильович[1]

## Озброєння
Станом на 1991 рік:
- дивізіон С-200
- дивізіон С-200
- дивізіон С-200
- дивізіон С-300ПС
- дивізіон С-300ПС
- дивізіон С-300ПС
- дивізіон С-300ПС
- дивізіон С-300ПС
- дивізіон С-300ПС

## Традиції
Символікою 302-го зенітного ракетного ордена Червоної Зірки полку є нарукавна емблема, герб та пам'ятний нагрудний знак.
Гімн «Рідний полк» — перші рядки:

Шануєм ми фронтовиків:

у них зенітки влучно били

і 27 фашистських літаків

у небі фронтовім згоріли.

## Нагороди та відзнаки
22 лютого 1968 року, за великі заслуги, виявлені в боях за Батьківщину, та у зв'язку з 50-річчям Радянської Армії і Військово-Морського флоту, полк було нагороджено орденом Червоної Зірки.